# Агент XXL 3: Еволюция
„Агент XXL 3: Еволюция“ (на английски: Big Momma's House: Like Father, Like Son) е американски игрален филм (комедия, екшън) от 2011 година на режисьора Джон Уайтцел, по сценарий на Матю Фогел и Дон Раймър. Оператор е Присила Нед-Френдли. Музиката е композирана от Дейвид Нюман.